# Mad1
Mad1 — белок дрожжей и других эукариот, который участвует в прохождении контрольной точки сборки веретена деления (англ. spindle assembly checkpoint, SAC). Эта контрольная точка контролирует прикрепление микротрубочек к хромосомам и препятствует вхождению клетки в анафазу до тех пор, пока веретено деления не будет полностью собрано. Название Mad дано за то, что у клеток, мутантных по этому белку, наблюдается дефектность блокировки митоза (англ. mitotic arrest deficient, Mad) при деполимеризации микротрубочек. MAD1 рекрутирует ингибитор анафазы Mad2 к свободным кинетохорам, не соединившимся с микротрубочками веретена, и имеет важное значение для образования комплекса Mad2-Cdc20 in vivo, но не in vitro. In vivo Mad1 действует как конкурентный ингибитор комплекса Mad2-Cdc20. Mad1 фосфорилируется киназой Mps1, что вместе с другими процессами приводит к формированию комплекса митотической контрольной точки (англ. mitotic checkpoint complex, MCC). Таким образом он ингибирует активность комплекса стимуляции анафазы/циклосомы (APC/C). Гомологи Mad1 эволюционно консервативны у эукариот от дрожжей до млекопитающих. Регулируя клеточный цикл и расхождение хромосом, а также выполняя некоторые интерфазные функции, Mad1 оказывается вовлечённым в развитие многих опухолей и генетических заболеваний (например, связанных с анеуплоидией).

## Функции
Эукариотические клетки демонстрируют блокировку митоза в присутствии ингибиторов полимеризации микротрубочек. Контрольная точка сборки веретена (SAC) следит за состоянием веретена и связывает переход от метафазы к анафазе с правильным биполярным прикреплением всех кинетохоров к митотическому веретену. SAC ингибирует активность комплекса стимуляции анафазы (APC/C), предотвращая деградацию последующих эффекторов, которые в противном случае привели бы к вступлению в анафазу и завершению митоза. Нарушение работы Mad1 приводит к потере функции SAC. Mad1 локализуется преимущественно на одиноких кинетохорах и запускает остановку митоза в случае даже всего лишь одного одинокого кинетохора. Mad1 рекрутирует важный компонент SAC — Mad2 — к одиноким кинетохорам (см. рис.) и индуцирует усиление сигнала остановки митоза. Существует пул свободного цитоплазматического Mad2 в неактивной открытой конформации, называемой о-Mad2. При связывании с Mad1 Mad2 принимает активную конформацию, называемую закрытой (c-MAD2), и образует гетеротетрамер двух Mad1 и двух c-Mad2-субъединиц. Гетеротетрамер из MAD1-c-Mad2 очень стабилен и работает как каталитический рецептор для свободного цитоплазматического о-Mad2. Свободный o-Mad2 связывается с этим рецептором и изменяет свою конформацию в активную закрытую форму. Этот второй с-MAD2 перевешивается на циклин Cdc20 по ещё не известному механизму и формирует комплекс Cdc20-с-Mad2. Этот комплекс является важнейшим компонентом митотического комплекса контрольной точки (MCC). МСС связывает и ингибирует APC/C и, следовательно, блокирует дальнейшее течение митоза.
Кроме участия в регуляции митоза, Mad1 имеет и некоторые интерфазные функции. В частности, установлено, что в интерфазе в аппарате Гольджи содержится Mad1. В отличие от цитоплазматического Mad1, Mad1 из аппарата Гольджи не зависит от Mad2. Недостаток Mad1 вызывает нарушения секреции интегрина α5 и, как следствие, нарушение клеточного прикрепления и адгезии и уменьшение подвижности клеток. Напротив, его сверхэкспрессия приводит к усилению направленной миграции клеток. 
Было показано, что у растений Mad1 участвует в эндополиплоидизации и цветении путём взаимодействия с белком Mos1 — отрицательным регулятором растительного иммунитета.  

## Регуляция
Существуют две киназы контрольной точки, вовлеченные в регуляцию функционирования Mad1 посредством фосфорилирования. Одна из них, Mps1, фосфорилирует MAD1 как in vitro, так и in vivo и, как полагают, регулирует локализацию Mad1 и Mad2 на кинетохорах и динамику их взаимодействия. Другая киназа, BUB1, рекрутирует Mad1 к кинетохорам и активирует его, если есть неприкреплённые кинетохоры. Если кинетохор прикреплен к веретену, ингибитор SAC p31comet ингибирует конформационную перестройку Mad1 в Mad2 и предотвращает связывание Mad2 с Cdc20.

## Структурные особенности и механизм
Биохимическими методами 1995 году было предсказано, что белок Mad1 представляет собой двуспиральный белок с характерной формы стержня, массой 90 кДа и включающий 718 аминокислотных остатков . Затем в 2002 году была опубликована кристаллическая структура человеческих Mad1 в комплексе с Mad2, образующими тетрамер (см. рис.). В связи с экспериментальными ограничениями эта структура показывает только с 484-го по 584-й аминокислотные остатки, входящие в состав Mad1. Удлиненные мономеры MAD1 плотно скрепляются параллельной двойной спиралью с участием N-концевых альфа-спиралей. Цепи MAD1 указывают от двойных спиралей к их лигандам Mad2, образуя два субкомплекса с Mad2. Отрезок между альфа-спиралями 1 и 2 содержит домен для связывания Mad2. Первая часть этого связывающего домена является гибкой и принимает разные конформации, обусловливающие асимметрию комплекса. С использованием термодинамических исследований было показано, что Mad1 способен замедлять скорости образования комплекса Mad2-Cdc20 и, следовательно, выступает в качестве конкурентного ингибитора in vivo. Более того, установлено, что сайты связывания Mad1 и Mad2 находятся внутри комплекса, возможно, делая сайты связывания с Cdc20 недоступными для него. Связывание Mad1-Mad2 необычно тем, что C-конец Mad2 покрывает Mad1. В связи с этим предполагается, что неактивный комплекс Mad1-Mad2 не способен высвобождать Mad2, следовательно, для этого необходим новый, пока плохо изученный механизм конформационных перестроек комплекса.